# François-Joseph de Beaupoil de Saint-Aulaire
François-Joseph de Beaupoil de Saint-Aulaire (auch: Sainte-Aulaire; * 6. September 1648 in Saint-Aulaire; † 17. Dezember 1742 in Paris) war ein französischer Offizier, Dichter und Mitglied der Académie française.

## Leben und Werk

### Familie
François-Joseph de Beaupoil de Saint-Aulaire entstammte einer Adelsfamilie des Limousin. Sein jüngerer Bruder André-Daniel de Beaupoil de Saint-Aulaire (1651–1734) war Bischof von Tulle. Zwei entferntere Verwandte waren im 18. Jahrhundert Bischöfe, Pierre de Beaupoil de Saint-Aulaire (1701–1751), Bischof von Tarbes, und Martial-Louis de Beaupoil de Saint-Aulaire (1719–1798), Bischof von Poitiers, ein weiterer, Louis-Clair Beaupoil de Sainte-Aulaire (1778–1854), gehörte im 19. Jahrhundert der Académie française an. Camille Jouhanneaud (1847–1928, von 1908 bis 1919 Präsident der Société archéologique et historique du Limousin) hat nachgewiesen, dass Saint-Aulaire nicht wie vielfach angenommen in Aixe-sur-Vienne (dort wohnte ein anderer Zweig der Familie), sondern in Saint-Aulaire (nordwestlich Brive-la-Gaillarde) geboren ist und hat auch sein Geburtsjahr von 1643 in 1648 korrigiert. Taufpate war François de La Fayette, Bischof von Limoges, ein Verwandter der Mutter.
1679 heiratete Saint-Aulaire Marie de Fumel. Er verlor seine Frau 1696, seinen ältesten Sohn 1709, zwei weitere Söhne, seine Enkelin Thérèse-Eulalie 1739. Es blieb ihm deren Witwer Anne Pierre d’Harcourt, Marquis de Beuvron (1701–1783). Er starb 1742 im Alter von 94 Jahren.

### Offizier und Dichter
Saint-Aulaire war zuerst in der militärischen Laufbahn erfolgreich und brachte es bis zum Aide-de-camp des Marschalls Anne-Jules de Noailles (1697). Von 1689 bis 1713 war er Generalleutnant (Stellvertreter des Provinzgouverneurs) des Limousin. Etwa um 1700 nahm er seinen Abschied vom Soldatenleben und begann eine zweite Karriere als Dichter und Literat. Er frequentierte den Literatursalon der Marquise de Lambert, mit deren Tochter sein Sohn verheiratet war, und die literarischen Feste, die Louise Bénédicte de Bourbon-Condé in Sceaux veranstaltete. Er gehörte zur Société du Temple. 1706 wurde er fast einstimmig (aber gegen den erklärten Willen Boileaus) in die Académie française (Sitz Nr. 15) gewählt, was er in erster Linie einflussreichen Frauen verdankte, die seine geistreiche Urbanität und vollendete Höflichkeit zu schätzen wussten. Sein Akademie-Nachfolger Jean Jacques d’Ortous de Mairan hat in der Antrittsrede Saint-Aulaires Persönlichkeit gewürdigt. Auch Voltaire nahm ihn 1733 in sein Werkchen Le Temple du Goût (Der Tempel des Geschmacks) auf. Seine Gelegenheitsdichtung ist zerstreut publiziert und schwer aufzufinden. Robert Sabatier erwähnt ihn kurz in seinem Werk La poésie du XVIIIe siècle.

## Werke
- (Mit anderen) L’ami des Muses. Avignon 1758.
- (Mit anderen) Les divertissements de Seaux. Ganeau, Paris 1712.
  - Suite des Divertissemens de Seaux contenant des chansons, des cantates & autres pieces de poësies. Avec la description des nuits qui s’y sont données, & les comedies qui s’y sont jouées. Ganeau, Paris 1725.